# Ta-pie-šan

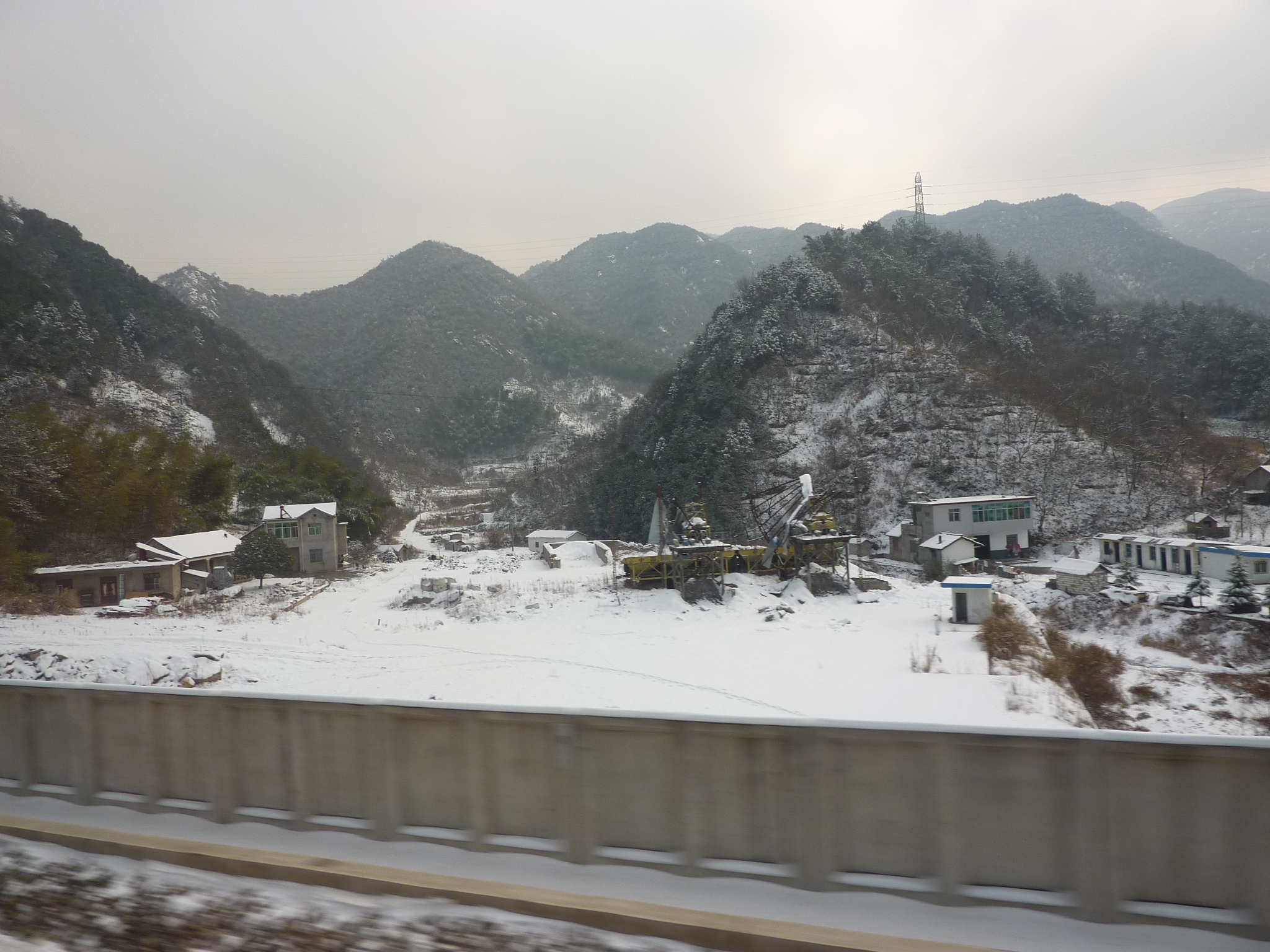
Pohled z vlaku na trati Che-fej – Wu-chan v okrese Ťin-čaj

Ta-pie-šan (čínsky pchin-jinem Dàbié Shān, znaky 大别山) je pohoří v Čínské lidové republice, kde tvoří hranici mezi provinciemi Chu-pej, Che-nan (na severu) a An-chuej (na východě). Odděluje povodí řek Chuaj-che a Jang-c’-ťiang. Západní část je nižší s vrcholky do 900 metrů, východní je vyšší. Nejvyšší vrcholek je Chuo (皖山) s výškou 1777 metrů.